# في. إي. هوارد
في. إي. هوارد (بالإنجليزية: V. E. Howard)‏ هو كاتب أغاني وشخصية أعمال أمريكي، ولد في 29 سبتمبر 1911، وتوفي في 28 سبتمبر 2000 في تيكساركانا في الولايات المتحدة.